# Slikarski izraz psihijatrijskih bolesnika
Slikarski izraz psihijatrijskih bolesnika je posebna forma likovnog izražavanja, koja pruža mogućnost uvida u njihovo trenutno psihološko stanje. Kod mnogih duševnih bolesnika slike su najčešće bezvredne kako psihopatološki tako i umetnički i zato se njihovo stvaralaštvo svrstava u marginalnu umetnost, mada ima izuzetaka, kada likovni opus omogućava uvjerljivu psihopatološku studiju, i validaciju likovne kritike i publike.
Iza slikarskog izraza koji u sebi ima čitavog spektra i nijanse boja i osećanja, najčećče je stres, potisnuta trauma, isplivavanja nerešenih konflikata, košmaran ili nerazumljiv san. A kako je i za sliku i za san zajedničko vizuelno predstavljanje, a oba su jednim delom produkti nesvesnog, uvek se može uočiti kreativni deo kojim nesvesno pacijenti sami sebe ohrabruju. Često se prepozna potencijal za prevazilaženje kriza, snage, vrednosti, jake strane.

## Opšta razmatranja
Stvaralački proces oslobađa nesvesno i pretvara njegove sadržaje u delo, kojim se tako mogu zaobići otpori i teškoće prilikom verbalizacije onih iskustava i sećanja o kojima je pacijentu teško govoriti. Crtanjem se unutrašnji svet iznosi u spoljašnjost, i tada crtež postaje zabeleška tog procesa. Mada je u dinamičkom pristupu art terapije, slika sredstvo razvoja transfera i kontratransfera. (21). Crtež/slika nastaje međudelovanjem ideja, misli i emocija s jedne, odabirom materijala ili tehnike s druge strane, kao i iz odnosa sa terapeutom. Da je crtež rezultat tih međudelovanja pokazuje i pojava da je autor crteža u art terapiji neretko i sam iznenađen rezultatom i ne zna zbog čega je nešto nacrtao. To je znak da crtež ima dublje, nesvesno značenje i da pruža priliku, kroz slikarski izraz, za otkrivanjem potiskivanih, poricanih sadržaja ili odcepljenih delova selfa.
Iskustvo nam govori da likovna umetnost deluje na čoveka: počevši od telesne reakcije, nemira, uživanja, ushićenja ili smirenja, traganja za smislom i kontemplacijom sve do spoznaje. Umetničko delo može smirti, ili uznemiriti na neki novi način, rasteretiti, osloboditi napetosti i haos stvarnog života. Umetnost pomaže da istražujemo svoje biće, svoju duhovnu stranu, svoju subjektivnu istinu. A kako proživljeno umetničko delo rezonuje sa našim introjektima i tako nas čini osetljivijima na svet koji nas okružuje, što može poslužiti i u terapijske svrhe (art terapija).
Likovna umetnost je jedinstvena ljudska delatnost čije se značenje nastaje u složenom komunikacijskom procesu umetnika, umetničkog dela i publike. Estetika recepcije pomaže da razumemo kako umetničko delo i gledalac čine celinu, susreću se u određenim uslovimna. Kada se gledalac približava delu i umetničko delo izlazi njemu u susret: odgovara mu i priznaje njegovu aktivnost. U tom smislu se može reći da je funkcija gledaoca predviđena u delu. Delo je koncipirano tako da ga gledalac aktivno nadopunjuje, da s njim ulazi u partnerski dijalog. To međudelovanje na suptilne načine daje mogućnost za pomeranje integracijskih intrapsihičkih procesa, što je svrha i psihoterapije.
Bavljenje slikarstvom može delovati na psihijatrijske bolesnike kao lek, koji ne samo da ih leči već im pruža mnogo radosti, pogotovo u vreme izolacije od porodice i najbližih, kada su oni izdvojeni iz ljudskog društva, a u nečemu su sposobni. Tada im slikarstvo treba da pruži neku vrestu socijalne pomoći, destigmatizacije, koja je intenzivno aktivna, i koja ih tera da stvaraju na radost drugih.
Odnos psihijatrijskih bolesnika u toku izgradnje sopstvenog likovnog izraza u neposrednoj je vezi sa osobljem (psihoterapeutima) ali i sa okolinom sa kojom je dolaze u kontakt, jer u tome najčešće nalazi svoj izraz u precizno definisanim prikazima ljudskih mana, često sličnih sa životinjskim svetom. Isto teko najvažnije je, nikako ne zanemariti ulogu slikarstva u ekspresiji bolesnikovih psihičkih doživljaja koji kod pojedinih bolesnika mogu imati važnu ulogu u dugotrajnom uspešnom održavanju kontrole nad psihičkim stanjem. 
- Slikarski izraz psihijatrijskog bolesnika Adolfa Velflija

### Faze u promeni slikasrkog izraza
Nagon za prilagođavanjem ima suštinsku osnovu u pronalaženju ravnoteže između unutrašnjeg otpora i spoljašnjeg pritiska. U nekoliko sekundi, minuta ili sati, u određenom periodu života, svaki čovek moze iznedriti umetničko remek delo. Pa tako i duševni bolesnik svakako ima časove i dane kada normalno govori i radi, pa normalno i slika, i obrnuto, ili uspostavlja povremeno bolju, povremeno lošiju kontrolu sopstvenog psihotičnog stanja, pa tako i slikarskog izraza uz iznuzetnu istrajnost u radu. Pažljivom analizom slika psihijatrijskih bolesnika mogu se u tom smislu uočiti tri faze:
Akutna faza, ili faza pogoršanja bolesti
U ovoj fazi slike su indikator pogoršanja bolesti. U periodima duševne pometnje slikasrkog izraz postaje mračan, grotestkan i sumoran, s fantazmagoričnim prikazima utvara i slično.
Faza remisije bolesti
U fazi rremisije slikarski izraz postaje koherentan i smislen te blizak realnom svetu, kada je slikarstvo otvorenije, realnije, živopisnije i tehnički može biti iznuzetno doterano.
Terminalna faza
U terminalnoj fazi bolesti slikasrkog izraza  je „nedorečen” — slike često ostaju nedovršene s fantazmagoričnim sadržajem.

## Porocena slikarskog izraza psihijatrijskih bolesnika
Procene umetničke i estetske vrednosti zahteva prirodni smisao, ali traži i vežbu, iskustvo. Estetsku kulturu treba negovati, a još je Platon smatrao „da je edukacija iz estetike jedina edukacija koja telu daje sklad a umu plemenitost a da je lepota izaziva najviši ljudski interes.”
Osećanja su onaj neophodni element koji čoveka, ali i umetnost, čini zaista živim, jer kroz transponovanje u materijal svojih osećanja i aktuelnih razmišljanja o svetu koji ga okružuje, pacijent može preneti u likovno delo najsuptilnija i najdublja osećanja, koja ne izlaze tako lako iz njegove glave na površinu – tako on pronalazi neki sopstveni slikrorski izraz koji ga štiti koliko mora i otkriva koliko može. Pa interpretatoru preostaje jedino da nesvesno iz tog slikarskog izraza učiniti svesnim. Da analizira likovno delo kompleksnom tehnikom koja pruža mnoštvo informacija kako na planu sadržaja slike, kako onoga što je vidljivo na slici, tako i onoga što nije, što je ostalo skriveno.
U tom smislu za procena slikarkog izraza psihoanalitičar, odnosno psihoterapeut koristi svoje nesvesno, svoju empatiju i intuiciju, kao i teorijsko znanje kako bi došao do interpretacije slikarskog izraza psihijatrijskih bolesnika i njegovog dela i kroz njega dopre do njegovih osećanja. Interpretirajući psihijatar ide iza praga očiglednog, iza prikrivenog, i pridaje značenje i uzročnost psihološkim fenomenima. Međutim bez bolesnikovog odgovora nema validnosti interpretacije njegovog dela.

## Značaj slikarskog izraza u daljem toku lečenja
Slikarski izraz psihoteraptu pomaže u razjašnjavanju nekih dijagnostičkih dilema u radu sa raznim vrstama psihičkih poremaćaja, pa tako i sa bolestima zavisnosti. Oni mogu da upute na prisustvo nekih simptoma, npr. problema sa raspoloženjem ili posttraumatskog stresnog poremećaja koji su prikriveni zloupotrebom alkohola ili nekih drugih psihoaktivnih supstanci.
Često se na slikama mogu videti pokazatelji mogućih organskih oštećenja kognitivnih funkcija koji se dalje ispituju kroz savremene dijagnostičke metode.
Crteži mogu da pokažu koliko su pacijetni prihvatili svoj problem, da li su ga svesni, kako ga doživljavaju. Gotovo redovna pojava kod bolesti zavisnosti je da se problem negira, ne vidi, minimizira. Već njegovo sagledavanje je prvi korak ka rešavanju problema.
Ponekad likovni izraz može poslužiti kao reflektor koji osvetli slabu tačku. Kroz njegov sadržaj ispoljavaju se nerazrešeni konflikti koji doprinose nastanku psihiče bolesti ili zavisnosti. Kada se to prepozna sugeriše se da pacijenti prorade svoj problem na individualnoj ili grupnoj psihoterapiji. Jer kada se prepoznaju otpori i na pravi način rastumače, psihoterapeut prelaz na probleme koji psihijatrijskog bolesnika opterećuju. Tada se dolazi do prorađivanja stresova, potisnutih trauma, isplivavanja nerešenih konflikata.
Posebno značaj ima promena likovnog izraza kada ukaže na terapijski napredak. To se može prepoznati kroz donošenje odluka i opredmećivanje pravila koje su usvojili ili sami uspostavili, kao i prikaz doživljaja napretka.